# Superliga 2 femenina de voleibol de España 2012-13
Este anexo recoge las clasificaciones de la Superliga 2 femenina en la temporada 2012-2013.

## Equipos Grupo A
Equipos participantes en la temporada 2012-2013 en Superliga 2 femenina de voleibol.
| Club                            | Nombre                          | Sede             | Región      | Pabellón                           |
| ------------------------------- | ------------------------------- | ---------------- | ----------- | ---------------------------------- |
| AD La Curtidora                 | AD La Curtidora                 | Avilés           | Asturias    | Polideportivo Canapés              |
| Club Voleibol Torrelavega       | Cantabria Deporte               | Torrelavega      | Cantabria   | Pab. Municipal La Habana Vieja     |
| Club Voleibol Emevé             | Emevé                           | Lugo             | Galicia     | Pabellón Municipal De Deportes     |
| C.V. Nuestra Señora de la Luz   | Extremadura Arroyo              | Arroyo de la Luz | Extremadura | Pabellón Municipal                 |
| Real Grupo de Cultura Covadonga | Real Grupo de Cultura Covadonga | Gijón            | Asturias    | Polideportivo Braulio García       |
| Xuvenil Teis                    | Xuvenil Teis                    | Vigo             | Galicia     | Pabellón Municipal de Teis         |
| Zalaeta                         | Fisiomás Zalaeta                | La Coruña        | Galicia     | Polideportivo Barrio de Las Flores |

### Competición
Clasificación tras la disputa de la jornada 14.
| Pos. | Nombre                          | Pts. | J 1 | J 2 | J 3 | J 4 | J 5 | J 6 | J 7 | J 8 | J 9 | J 1 0 | J 1 | J 1 2 | J 1 3 | J 1 4 |
| ---- | ------------------------------- | ---- | --- | --- | --- | --- | --- | --- | --- | --- | --- | ----- | --- | ----- | ----- | ----- |
| 1    | Extremadura Arroyo              | 30   | 3   | 3   | -   | 3   | 3   | 3   | 0   | 3   | 3   | -     | 0   | 3     | 3     | 3     |
| 2    | Real Grupo de Cultura Covadonga | 28   | 3   | 2   | 3   | 0   | -   | 1   | 3   | 3   | 3   | 3     | 3   | -     | 1     | 3     |
| 3    | Fisiomás Zalaeta                | 21   | 3   | 3   | 3   | 0   | 0   | 2   | -   | 3   | 3   | 0     | 2   | 0     | 2     | -     |
| 4    | Club Voleibol Emevé             | 19   | -   | 0   | 0   | 3   | 3   | 1   | 3   | -   | 0   | 0     | 1   | 2     | 3     | 3     |
| 5    | Cantabria Deporte               | 17   | 0   | 0   | 3   | -   | 3   | 2   | 3   | 0   | 0   | 3     | -   | 3     | 0     | 0     |
| 6    | AD La Curtidora                 | 10   | 0   | 1   | 0   | 3   | 0   | -   | 0   | 0   | 0   | 3     | 3   | 0     | -     | 0     |
| 7    | Xuvenil Teis                    | 1    | 0   | -   | 0   | 0   | 0   | 0   | 0   | 0   | -   | 0     | 0   | 1     | 1     | 0     |

Pts = Puntos; J = Jornada
Nota.- Hay varios partidos adelantados a sus respectivas jornadas.
|  | Juega play-off de ascenso a Superliga. |
|  | Juega play-off de descenso a Liga FEV. |

#### Evolución de la clasificación
| Equipo / Jornada                | 01 | 02 | 03 | 04 | 05 | 06 | 07 | 08 | 09 | 10 | 11 | 12 | 13 | 14 |
| ------------------------------- | -- | -- | -- | -- | -- | -- | -- | -- | -- | -- | -- | -- | -- | -- |
| Extremadura Arroyo              | 3  | 1  | 3  | 1  | 1  | 1  | 1  | 1  | 1  | 1  | 2  | 1  | 1  | 1  |
| Real Grupo de Cultura Covadonga | 1  | 3  | 2  | 3  | 3  | 3  | 2  | 2  | 2  | 2  | 1  | 2  | 2  | 2  |
| Fisiomás Zalaeta                | 2  | 2  | 1  | 2  | 2  | 2  | 4  | 3  | 3  | 3  | 3  | 3  | 3  | 3  |
| Club Voleibol Emevé             | 7  | 6  | 6  | 5  | 4  | 5  | 5  | 5  | 5  | 5  | 5  | 5  | 5  | 4  |
| Cantabria Deporte               | 5  | 5  | 4  | 6  | 5  | 4  | 3  | 4  | 4  | 4  | 4  | 4  | 4  | 5  |
| AD La Curtidora                 | 4  | 4  | 5  | 4  | 6  | 6  | 6  | 6  | 6  | 6  | 6  | 6  | 6  | 6  |
| Xuvenil Teis                    | 6  | 7  | 7  | 7  | 7  | 7  | 7  | 7  | 7  | 7  | 7  | 7  | 7  | 7  |

## Equipos Grupo B
Equipos participantes en la temporada 2012-2013 en Superliga 2 femenina de voleibol.
| Club                        | Nombre                 | Sede                  | Región               | Pabellón                                  |
| --------------------------- | ---------------------- | --------------------- | -------------------- | ----------------------------------------- |
| C.V. Alzira                 | Bestla Finance         | Alcira                | Comunidad Valenciana | Palau D,Esports                           |
| Club Voleibol Sant Cugat    | C.V. Sant Cugat        | Sant Cugat del Vallés | Cataluña             | Pavelló Municipal Valldoreix              |
| Club Voleibol Vall d'Hebron | CV Vall d'Hebron       | El Valle de Hebrón    | Cataluña             | Olimpics CM d´Esports de la Vall d'Hebron |
| CAEP Soria                  | CAEP Soria             | Soria                 | Castilla y León      | Polideportivo Municipal Los Pajaritos     |
| Club Voleibol Leganés       | cvleganes.com          | Leganés               | Comunidad de Madrid  | Pabellón Emilia Pardo Bazán               |
| Club Voleibol Alcobendas    | Feel Volley Alcobendas | Alcobendas            | Comunidad de Madrid  | Pabellón Amaya Valdemoro                  |
| Vóley Playa Madrid          | VP Madrid              | Madrid                | Comunidad de Madrid  | CDM Francisco Fernández Ochoa             |

### Competición
Clasificación tras la disputa de la jornada 14.
| Pos. | Nombre                      | Pts. | J 1 | J 2 | J 3 | J 4 | J 5 | J 6 | J 7 | J 8 | J 9 | J 1 0 | J 1 | J 1 2 | J 1 3 | J 1 4 |
| ---- | --------------------------- | ---- | --- | --- | --- | --- | --- | --- | --- | --- | --- | ----- | --- | ----- | ----- | ----- |
| 1    | Club Voleibol Vall d'Hebron | 34   | 2   | 3   | 3   | -   | 3   | 3   | 3   | 3   | 2   | 3     | -   | 3     | 3     | 3     |
| 2    | Feel Volley Alcobendas      | 24   | 1   | 3   | -   | 3   | 0   | 2   | 3   | 3   | 3   | -     | 3   | 0     | 0     | 3     |
| 3    | C.V. Sant Cugat             | 22   | 2   | 0   | 3   | 1   | 3   | 2   | -   | 0   | 1   | 3     | 3   | 3     | 1     | -     |
| 4    | Bestla Finance              | 20   | 1   | 3   | 3   | 2   | 2   | -   | 0   | 0   | 3   | 3     | 0   | 3     | -     | 0     |
| 5    | CAEP Soria                  | 15   | -   | 0   | 0   | 3   | 1   | 1   | 2   | -   | 0   | 0     | 3   | 0     | 2     | 3     |
| 6    | V.P. Madrid                 | 7    | 3   | 0   | 0   | 0   | -   | 1   | 0   | 0   | 0   | 0     | 0   | -     | 3     | 0     |
| 7    | cvleganes.com               | 4    | 0   | -   | 0   | 0   | 0   | 0   | 1   | 4   | -   | 0     | 0   | 0     | 0     | 0     |

Pts = Puntos; J = Jornada
Nota.- Hay varios partidos adelantados a sus respectivas jornadas.
|  | Juega play-off de ascenso a Superliga. |
|  | Juega play-off de descenso a Liga FEV. |

#### Evolución de la clasificación
| Equipo / Jornada            | 01 | 02 | 03 | 04 | 05 | 06 | 07 | 08 | 09 | 10 | 11 | 12 | 13 | 14 |
| --------------------------- | -- | -- | -- | -- | -- | -- | -- | -- | -- | -- | -- | -- | -- | -- |
| Club Voleibol Vall d'Hebron | 1  | 1  | 1  | 2  | 1  | 1  | 1  | 1  | 1  | 1  | 1  | 1  | 1  | 1  |
| Feel Volley Alcobendas      | 3  | 3  | 4  | 3  | 4  | 4  | 2  | 2  | 2  | 2  | 2  | 4  | 3  | 2  |
| C.V. Sant Cugat             | 2  | 5  | 3  | 4  | 3  | 3  | 3  | 3  | 4  | 4  | 3  | 2  | 2  | 3  |
| Bestla Finance              | 4  | 2  | 2  | 1  | 2  | 2  | 4  | 4  | 3  | 3  | 4  | 3  | 4  | 4  |
| CAEP Soria                  | 7  | 6  | 6  | 5  | 5  | 5  | 5  | 5  | 5  | 5  | 5  | 5  | 5  | 5  |
| V.P. Madrid                 | 6  | 4  | 5  | 6  | 6  | 6  | 6  | 6  | 7  | 7  | 7  | 7  | 6  | 6  |
| cvleganes.com               | 5  | 7  | 7  | 7  | 7  | 7  | 7  | 7  | 6  | 6  | 6  | 6  | 7  | 7  |

## Grupo Ascenso
Clasificación tras la disputa de la jornada 8.
| Pos. | Nombre                          | Pts. | Pre | J 1 | J 2 | J 3 | J 4 | J 5 | J 6 | J 7 | J 8 |
| ---- | ------------------------------- | ---- | --- | --- | --- | --- | --- | --- | --- | --- | --- |
| 1    | Club Voleibol Vall d'Hebron     | 37   | 16  | 3   | 3   | 3   | 3   | 3   | 3   | 3   | 0   |
| 2    | Feel Volley Alcobendas          | 29   | 10  | 2   | 0   | 3   | 3   | 3   | 2   | 3   | 3   |
| 3    | Extremadura Arroyo              | 27   | 15  | 1   | 3   | 3   | 0   | 0   | 2   | 0   | 3   |
| 4    | C.V. Sant Cugat                 | 26   | 7   | 3   | 3   | 0   | 3   | 3   | 2   | 3   | 2   |
| 5    | Bestla Finance Alzira           | 22   | 3   | 3   | 0   | 3   | 3   | 3   | 1   | 3   | 3   |
| 6    | Real Grupo de Cultura Covadonga | 12   | 11  | 0   | 0   | 0   | 0   | 0   | 1   | 0   | 0   |
| 7    | Fisiomás Zalaeta                | 11   | 6   | 0   | 3   | 0   | 0   | 0   | 1   | 0   | 1   |
| 8    | Club Voleibol Emevé             | 4    | 4   | 0   | 0   | 0   | 0   | 0   | 0   | 0   | 0   |

Pts = Puntos; Pre = Puntos fase anterior; J = Jornada
Nota.- Hay varios partidos adelantados a sus respectivas jornadas.

## Grupo Permanencia
Clasificación tras la disputa de la jornada 6.
| Pos. | Nombre            | Pts. | Pre | J 1 | J 2 | J 3 | J 4 | J 5 | J 6 |
| ---- | ----------------- | ---- | --- | --- | --- | --- | --- | --- | --- |
| 1    | CAEP Soria        | 28   | 11  | 3   | 3   | 2   | 3   | 3   | 3   |
| 2    | V.P. Madrid       | 20   | 3   | 3   | 3   | 3   | 3   | 3   | 2   |
| 3    | Cantabria Deporte | 19   | 12  | 3   | 0   | 1   | 3   | 0   | 0   |
| 4    | cvleganes.com     | 13   | 4   | 0   | 0   | 3   | 0   | 3   | 3   |
| 5    | AD La Curtidora   | 10   | 6   | 0   | 3   | 0   | 0   | 0   | 1   |
| 6    | Xuvenil Teis      | 0    | 0   | 0   | 0   | 0   | 0   | 0   | 0   |

Pts = Puntos; Pre = Puntos fase anterior; J = Jornada
Nota.- Hay varios partidos adelantados a sus respectivas jornadas.

## Jugadoras más laureadas en la temporada
Esta estadística está basada en la designación que hace cada semana la RFEVB de jugadora MVP y 7 ideal.
| Jugadora                | Origen | Club                            | MVP | 7 id. | 01 | 02 | 03 | 04 | 05 | 06 | 07 | 08 | 09 | 10 | 11 | 12 | 13 | 14 | +1 | +2 | +3 | +4 | +5 | +6 | +7 | +8 |
| ----------------------- | ------ | ------------------------------- | --- | ----- | -- | -- | -- | -- | -- | -- | -- | -- | -- | -- | -- | -- | -- | -- | -- | -- | -- | -- | -- | -- | -- | -- |
| Mar Arranz              | España | Club Voleibol Vall d'Hebron     | 3   | 5     | M  |    | M  |    |    |    | *  |    |    |    |    |    |    |    |    |    |    | M  |    |    |    | *  |
| Patricia Suárez Bravo   | España | Fisiomás Zalaeta                | 2   | 8     | *  |    | *  |    |    | *  |    |    | M  |    | M  | *  |    |    | *  |    |    |    |    |    |    | *  |
| Esther Sanz             | España | Bestla Finance                  | 2   | 5     |    |    | *  | M  |    |    |    | *  |    |    |    |    |    |    |    |    | M  |    |    |    |    | *  |
| Helen Cristina da Silva | Brasil | Extremadura Arroyo              | 2   | 5     |    | *  |    | *  |    |    |    |    |    |    |    |    | M  |    |    | M  |    |    | *  |    |    |    |
| María Larrakoetxea      | España | Extremadura Arroyo              | 2   | 5     | *  |    |    | *  | M  |    |    |    |    |    |    |    |    | *  |    |    |    |    |    |    |    | M  |
| Amelia Portero          | España | CAEP Soria                      | 1   | 16    |    | *  | *  | *  | *  | M  | *  | *  |    | *  | *  | *  | *  | *  |    | *  | *  | *  | *  |    |    |    |
| Flavia Dias de Lima     | Brasil | Extremadura Arroyo              | 1   | 6     |    |    |    |    |    | *  | *  |    |    |    |    |    |    | M  |    | *  |    |    |    | *  |    | *  |
| Beatriz Vázquez         | España | Real Grupo de Cultura Covadonga | 1   | 4     |    |    |    |    |    |    |    | *  |    | M  | *  |    |    |    |    |    |    |    | *  |    |    |    |
| Laura Aldea             | España | Club Voleibol Vall d'Hebron     | 1   | 4     |    |    |    |    |    |    |    |    | *  | *  |    | M  |    |    | *  |    |    |    |    |    |    |    |
| Mireia Gramuntell       | España | Bestla Finance                  | 1   | 4     |    |    |    | *  | *  |    |    |    |    | *  |    |    |    |    | M  |    |    |    |    |    |    |    |
| Ana Muller Zommer       | España | Feel Volley Alcobendas          | 1   | 2     |    | M  |    |    |    |    |    |    |    |    |    |    |    |    |    |    |    |    |    | *  |    |    |
| Carlota Santamaría      | España | C.V. Sant Cugat                 | 1   | 2     |    |    |    |    |    | *  |    |    |    |    |    |    |    |    |    |    |    |    |    | M  |    |    |
| Esther Rodríguez        | España | Feel Volley Alcobendas          | 1   | 2     |    |    |    |    |    |    |    | M  |    |    |    |    |    |    |    |    |    |    | *  |    |    |    |
| María Alej. Álvarez     | España | Feel Volley Alcobendas          | 1   | 2     |    |    |    |    |    |    |    | *  |    |    |    |    |    |    |    |    |    |    | M  |    |    |    |
| Noelia Neila            | España | Cantabria Deporte               | 1   | 2     |    |    |    |    | *  |    | M  |    |    |    |    |    |    |    |    |    |    |    |    |    |    |    |
| Mabel Caro              | España | Club Voleibol Vall d'Hebron     |     | 5     |    |    |    |    | *  |    |    |    | *  | *  |    |    |    |    | *  |    | *  |    |    |    |    |    |
| Marta Galcerán          | España | C.V. Sant Cugat                 |     | 5     | *  |    |    |    | *  |    |    |    |    | *  | *  |    |    |    |    |    |    |    |    | *  |    |    |
| María Barrasa           | España | CAEP Soria                      |     | 4     |    |    |    |    |    |    | *  |    |    |    | *  |    | *  |    |    |    | *  |    |    |    |    |    |
| Patricia Rius           | España | Bestla Finance                  |     | 4     |    |    | *  | *  |    |    |    |    |    |    |    | *  |    |    |    |    |    | *  |    |    |    |    |
| Ana González            | España | Cantabria Deporte               |     | 3     |    |    |    |    |    |    |    | *  |    |    |    | *  |    |    | *  |    |    |    |    |    |    |    |
| Carmen Unzué            | España | Feel Volley Alcobendas          |     | 3     |    | *  |    |    |    |    | *  |    |    |    |    |    |    |    |    |    |    | *  |    |    |    |    |
| Cristina García Bermejo | España | Fisiomás Zalaeta                |     | 3     |    |    | *  |    |    | *  |    |    |    |    |    |    |    |    |    | *  |    |    |    |    |    |    |
| María J. Blas           | España | Bestla Finance                  |     | 3     |    |    |    |    |    |    |    |    | *  |    |    | *  |    |    |    |    |    |    |    | *  |    |    |
| Miriam Diéguez          | España | AD La Curtidora                 |     | 3     |    | *  |    | *  |    |    |    |    |    |    |    |    |    |    |    |    |    |    |    | *  |    |    |
| Raquel Díaz             | España | cvleganes.com                   |     | 3     |    |    |    |    |    |    |    |    |    |    |    |    |    |    | *  |    | *  |    | *  |    |    |    |
| Sara Folgueira          | España | Emevé                           |     | 3     |    |    |    |    |    |    |    |    |    |    |    |    | *  | *  |    |    |    | *  |    |    |    |    |
| Ania González           | España | Xuvenil Teis                    |     | 2     |    |    |    |    |    |    | *  | *  |    |    |    |    |    |    |    |    |    |    |    |    |    |    |
| Beatriz Gómez           | España | Extremadura Arroyo              |     | 2     | *  |    |    |    |    |    |    |    | *  |    |    |    |    |    |    |    |    |    |    |    |    |    |
| Iris López              | España | C.V. Sant Cugat                 |     | 2     |    |    |    |    |    |    |    |    | *  |    | *  |    |    |    |    |    |    |    |    |    |    |    |
| Julia Rodríguez         | España | C.V. Sant Cugat                 |     | 2     |    |    |    |    |    |    |    |    |    | *  |    |    |    |    |    | *  |    |    |    |    |    |    |
| Laura Monzón            | España | cvleganes.com                   |     | 2     |    |    | *  |    |    |    |    |    |    |    |    |    |    |    |    |    |    |    | *  |    |    |    |
| Marta Rodríguez         | España | Real Grupo de Cultura Covadonga |     | 2     |    |    |    |    |    |    |    |    |    |    |    |    |    | *  |    |    |    |    |    | *  |    |    |
| Mireia Orozco           | España | C.V. Sant Cugat                 |     | 2     |    |    |    |    |    | *  |    |    | *  |    |    |    |    |    |    |    |    |    |    |    |    |    |
| Monika Jokanovic        | Serbia | V.P. Madrid                     |     | 2     |    |    |    |    |    |    |    |    |    |    |    |    |    |    |    | *  | *  |    |    |    |    |    |
| Yohana Rodríguez        | España | Extremadura Arroyo              |     | 2     |    |    |    |    |    |    |    |    |    |    |    |    |    |    |    |    | *  |    |    |    |    | *  |
| Alba Hernández Arades   | España | Real Grupo de Cultura Covadonga |     | 1     |    | *  |    |    |    |    |    |    |    |    |    |    |    |    |    |    |    |    |    |    |    |    |
| Ángela Elizaga          | España | Real Grupo de Cultura Covadonga |     | 1     |    |    |    |    |    |    |    |    |    |    | *  |    |    |    |    |    |    |    |    |    |    |    |
| Anna Martínez           | España | Club Voleibol Vall d'Hebron     |     | 1     |    |    |    |    |    | *  |    |    |    |    |    |    |    |    |    |    |    |    |    |    |    |    |
| Beatriz Jiménez         | España | C.V. Sant Cugat                 |     | 1     |    |    |    |    |    |    |    |    |    |    |    |    |    |    | *  |    |    |    |    |    |    |    |
| Cristina Imargués       | España | Real Grupo de Cultura Covadonga |     | 1     |    | *  |    |    |    |    |    |    |    |    |    |    |    |    |    |    |    |    |    |    |    |    |
| Cristina Llorens        | España | AD La Curtidora                 |     | 1     |    |    |    |    |    |    |    |    |    |    |    |    |    |    |    | *  |    |    |    |    |    |    |
| Cristina López          | España | Real Grupo de Cultura Covadonga |     | 1     |    |    |    |    |    |    |    |    |    |    |    |    |    | *  |    |    |    |    |    |    |    |    |
| Judith Porras           | España | CAEP Soria                      |     | 1     |    |    |    |    |    |    |    |    |    |    |    |    |    |    |    |    |    | *  |    |    |    |    |
| Lorena Cruz             | España | Xuvenil Teis                    |     | 1     |    |    |    |    |    |    |    |    |    |    |    |    | *  |    |    |    |    |    |    |    |    |    |
| Lucía Sánchez           | España | Emevé                           |     | 1     |    |    |    |    |    |    |    |    |    |    |    |    |    | *  |    |    |    |    |    |    |    |    |
| Lydia Alonso            | España | Fisiomás Zalaeta                |     | 1     |    |    |    |    |    |    |    |    |    |    |    |    | *  |    |    |    |    |    |    |    |    |    |
| Mar Pérez-Portabella    | España | Club Voleibol Vall d'Hebron     |     | 1     | *  |    |    |    |    |    |    |    |    |    |    |    |    |    |    |    |    |    |    |    |    |    |
| María Figueroa          | España | CAEP Soria                      |     | 1     |    |    |    |    |    |    |    |    |    |    |    |    |    |    |    |    |    | *  |    |    |    |    |
| Marta Fraga             | España | Fisiomás Zalaeta                |     | 1     |    |    |    |    |    |    |    |    |    |    |    |    | *  |    |    |    |    |    |    |    |    |    |
| Patricia Rodríguez      | España | Feel Volley Alcobendas          |     | 1     |    |    |    |    | *  |    |    |    |    |    |    |    |    |    |    |    |    |    |    |    |    |    |
| Paula Sánchez Álvarez   | España | Real Grupo de Cultura Covadonga |     | 1     | *  |    |    |    |    |    |    |    |    |    |    |    |    |    |    |    |    |    |    |    |    |    |
| Rebeca Hernández        | España | Xuvenil Teis                    |     | 1     |    |    |    |    |    |    |    |    |    |    |    | *  |    |    |    |    |    |    |    |    |    |    |
| Sofía Hidalgo           | España | Fisiomás Zalaeta                |     | 1     |    |    |    |    |    |    |    |    |    |    |    |    |    |    |    |    |    |    |    |    |    | *  |

## Mejores anotadoras
En esta sección aparecen las 10 jugadoras con mejor promedio de puntos por set disputado, según las estadísticas de los partidos publicadas por la RFEVB. Para ello es preciso que la jugadora haya disputado al menos dos sets por partido.
| Jugadora                | Origen | Club                            | Pts. | Sets | P.P.S. | 01 | 02 | 03 | 04 | 05 | 06 | 07 | 08 | 09 | 10 | 11 | 12 | 13 | 14 | +1 | +2 | +3 | +4 | +5 | +6 | +7 | +8 |
| ----------------------- | ------ | ------------------------------- | ---- | ---- | ------ | -- | -- | -- | -- | -- | -- | -- | -- | -- | -- | -- | -- | -- | -- | -- | -- | -- | -- | -- | -- | -- | -- |
| Amelia Portero          | España | CAEP Soria                      | 430  | 73   | 5,890  |    | 27 | 24 | 22 | 34 | 28 | 23 |    | 29 | 28 | 17 | 33 | 23 | 19 | 23 | 28 | 25 | 5  | 13 | 29 |    |    |
| Mar Arranz              | España | Club Voleibol Vall d'Hebron     | 316  | 62   | 5,097  | 25 | 21 | 28 |    | 11 | 4  | 24 | 15 | 17 | 20 |    | 12 |    | 7  | 14 | 14 | 19 | 28 | 15 | 14 | 10 | 18 |
| Patricia Suárez Bravo   | España | Fisiomás Zalaeta                | 339  | 70   | 4,843  | 19 |    | 21 | 10 | 14 | 26 |    | 13 | 22 | 15 | 18 | 21 | 21 |    | 19 | 21 | 22 | 13 | 3  | 17 | 17 | 27 |
| Helen Cristina da Silva | Brasil | Extremadura Arroyo              | 333  | 70   | 4,757  | 15 | 17 |    | 19 | 13 | 19 | 14 | 20 | 17 |    | 6  | 12 | 29 | 12 | 25 | 21 | 13 | 7  | 22 | 21 | 18 | 13 |
| Flavia Dias de Lima     | Brasil | Extremadura Arroyo              | 280  | 64   | 4,375  | 14 | 10 |    | 10 | 16 | 18 | 21 | 18 | 14 |    | 9  | 13 |    | 19 | 6  | 18 | 14 | 12 | 17 | 21 | 17 | 13 |
| Beatriz Vázquez         | España | Real Grupo de Cultura Covadonga | 290  | 68   | 4,265  | 10 | 16 | 19 | 10 |    | 23 | 10 | 22 | 16 | 20 | 17 |    | 19 |    | 12 | 11 | 7  | 14 | 28 | 24 |    | 12 |
| Miriam Diéguez          | España | AD La Curtidora                 | 230  | 56   | 4,107  | 7  | 27 |    | 18 | 9  |    | 14 | 8  | 12 | 14 | 14 | 13 |    |    | 8  | 20 | 7  | 9  | 22 | 28 |    |    |
| Sara Folgueira          | España | Emevé                           | 274  | 67   | 4,090  |    | 12 | 17 | 12 | 15 | 6  | 17 |    | 6  | 14 | 18 | 17 | 23 | 19 | 17 | 12 | 12 | 9  |    | 11 | 23 | 14 |
| Monika Jokanovic        | Serbia | V.P. Madrid                     | 267  | 66   | 4,045  | 17 | 10 | 13 | 14 |    | 23 | 17 | 10 | 8  | 20 | 7  |    | 10 | 14 | 15 | 24 | 17 | 20 | 10 | 18 |    |    |
| Ana Muller Zommer       | España | Feel Volley Alcobendas          | 292  | 73   | 4,000  | 20 | 21 |    | 10 | 14 | 19 | 10 | 18 | 21 |    | 7  | 13 | 6  | 14 | 11 | 13 | 15 | 11 | 19 | 16 | 16 | 18 |